# Remenham
Remenham är en ort och distrikt i Storbritannien.   Den ligger i kommunen Wokingham i riksdelen England, i den södra delen av landet, 50 km väster om huvudstaden London. Remenham ligger 34 meter över havet och antalet invånare är 547.
Terrängen runt Remenham är huvudsakligen lite kuperad. Remenham ligger nere i en dal. Runt Remenham är det tätbefolkat, med 570 invånare per kvadratkilometer. Närmaste större samhälle är Reading, 12,0 km sydväst om Remenham. Trakten runt Remenham består till största delen av jordbruksmark.